# Óscar Husillos
Óscar Husillos Domingo (Astudillo, 18 luglio 1993) è un velocista spagnolo.

## Biografia
Husillos è stato per anni portiere di calcio finché all'età di 15 anni non ha deciso di concentrarsi sull'atletica. Dal 2016 ha preso parte alle competizioni seniores internazionali per la Spagna, ottenendo dei buoni risultati nelle competizioni continentali e stabilendo alcuni record nazionali nelle discipline indoor.

## Record nazionali
- 200 metri piani indoor: 20"68 ( Valencia, 17 febbraio 2018)
- 300 metri piani indoor: 32"39 ( Salamanca, 20 gennaio 2018)
- 400 metri piani indoor: 45"66 ( Glasgow, 2 marzo 2019)
- Staffetta 4×400 metri: 3'00"65 ( Londra, 13 agosto 2017)
- Staffetta 4×400 metri indoor: 3'05"18 ( Apeldoorn, 9 marzo 2025)

## Palmarès
| Anno | Manifestazione   | Sede       | Evento        | Risultato  | Prestazione | Note                                     |
| ---- | ---------------- | ---------- | ------------- | ---------- | ----------- | ---------------------------------------- |
| 2012 | Mondiali U20     | Barcellona | 200 m piani   | Batteria   | 21"82       |                                          |
| 2012 | Mondiali U20     | Barcellona | 4×100 m       | Batteria   | 41"08       |                                          |
| 2014 | World Relays     | Nassau     | 4×200 m       | Batteria   | dq          |                                          |
| 2014 | Mediterranei U23 | Aubagne    | 200 m piani   | 6º         | 21"75       |                                          |
| 2016 | Europei          | Amsterdam  | 4×100 m       | Batteria   | 39"15       | Miglior prestazione personale stagionale |
| 2017 | Europei indoor   | Belgrado   | 400 m piani   | Semifinale | 47"83       |                                          |
| 2017 | Mondiali         | Londra     | 400 m piani   | Semifinale | 45"16       | Miglior prestazione personale            |
| 2017 | Mondiali         | Londra     | 4×400 m       | 5º         | 3'00"65     | Record nazionale                         |
| 2018 | Mondiali indoor  | Birmingham | 400 m piani   | Finale     | dq          | [ 2 ]                                    |
| 2018 | Europei          | Berlino    | 400 m piani   | 6º         | 45"61       |                                          |
| 2018 | Europei          | Berlino    | 4×400 m       | Bronzo     | 3'00"78     | Miglior prestazione personale stagionale |
| 2019 | Europei indoor   | Glasgow    | 400 m piani   | Argento    | 45"66       | Record nazionale                         |
| 2019 | Europei indoor   | Glasgow    | 4×400 m       | Argento    | 3'06"32     | Record nazionale                         |
| 2019 | Mondiali         | Doha       | 4×400 m       | Batteria   | 3'04"27     |                                          |
| 2021 | Europei indoor   | Toruń      | 400 m piani   | Oro        | 46"22       | Miglior prestazione personale stagionale |
| 2021 | World Relays     | Chorzów    | 4×400 m       | Batteria   | 3'06"09     |                                          |
| 2021 | Giochi olimpici  | Tokyo      | 400 m piani   | Batteria   | 48"05       |                                          |
| 2022 | Mondiali         | Eugene     | 4×400 m mista | Batteria   | 3'16"14     |                                          |
| 2022 | Europei          | Monaco     | 400 m piani   | Batteria   | 46"42       |                                          |
| 2022 | Europei          | Monaco     | 4×400 m       | 4º         | 3'00"54     | Record nazionale                         |
| 2023 | Europei indoor   | Istanbul   | 400 m piani   | 4º         | 46"24       |                                          |
| 2023 | Europei indoor   | Istanbul   | 4×400 m       | 4º         | 3'06"87     | Miglior prestazione personale stagionale |
| 2023 | Mondiali         | Budapest   | 4×400 m       | Batteria   | 3'02"64     |                                          |
| 2024 | Europei          | Roma       | 4x400 m       | 5º         | 3'01"44     |                                          |
| 2024 | Giochi olimpici  | Parigi     | 4x400 m       | Batteria   | 3'01"60     |                                          |
| 2025 | Europei indoor   | Apeldoorn  | 400 m piani   | Batteria   | 47"95       |                                          |
| 2025 | Europei indoor   | Apeldoorn  | 4x400 m       | Argento    | 3'05"18     | Record nazionale                         |